# ハビ・ルイス
ハビ・ルイス（Francisco Javier 'Javi' Ruiz Bonilla、1980年3月15日 - ）は、スペイン・アルメリア出身の元サッカー選手。現役時代のポジションはGK。

## 所属クラブ
- 1999-2001  FCバルセロナB
- 2001-2002  ジムナスティック・タラゴナ
- 2002-2003  UDアルメリア
- 2003-2004  CFバダロナ
- 2004-2006  FCバルセロナB
- 2006-2007  UEサン・アンドレウ
- 2007-2008  ADアドラ
- 2008-2010  RCDエスパニョール
- 2010-1011  ポリ・エヒド
- 2011-2012  CDロケタス